# Mezi kapkami deště
Mezi kapkami deště (v korejském originále 밥 잘 사주는 예쁜 누나, Bab čal sačuneun jeppeun nuna) je jihokorejský televizní seriál z roku 2018 režírovaný Ahn Pan-seokem, který se netají kritickým pohledem na současnou korejskou společnost. Hlavní role si zahráli Son Je-čin a Čung He-in. Pro Son Je-čin je to návrat na televizní obrazovky po pěti letech. Seriál byl vysílán na televizi JTBC každý pátek a sobotu od 23:00 (KST) od 30. března do 19. května 2018. Romantické drama bylo také vysíláno na předplacené službě Netflix s titulky. 

## Děj
Série zkoumá vztah dvou lidí. Čin-ah je cca 35letá okresní supervizorka na hlavní pobočce franšízy v oblasti kaváren. Čun-hee je cca 25letý animátor videoher. Když se Čun-hee vrátí po 3 letech z práce v USA, potká se s Čin-ah, která je už od dětství nejlepší kamarádkou jeho sestry. Jednotlivé epizody nabízejí intimní pohled na to, jak se do sebe zamilují, bojují se svými věkovými rozdíly (v některých jihokorejských kruzích se to stále považuje za tabu) a najdou odvahu svůj vztah zveřejnit. 
Druhotný příběh sleduje boj, kterému čelí ženy ve společnosti Čin-ah, které se snaží dosáhnout úspěchu v zaměstnání i přes těžké sexuální obtěžování nadřízenými muži. Sexuální harašení na pracovišti je v jihokorejských společnostech považováno stále za normální, i když nevyřčenou skutečností.

## Společenská tabu
Drama řeší hned několik jihokorejských společenských tabu. Jedním z nich je už zmiňovaný vztah starší ženy s mladším mužem. Pak je to i třeba pití alkoholu v rámci oběda. Zaměstnanci jsou také často povinni chodit po práci na týmové večeře, které často končí u oblíbeného karaoke, kde právě také často dochází k sexuálnímu obtěžování ze strany mužů a vyloženě se očekává, že ženy se budou chovat koketně. Dalším tabu je, že pokud dotyčný/á nemá rodiče, pak se rodině partnera jeví jako zcela nevyhovující. 

## Soundtrack
| Část 1 | Část 1                | Část 1                | Část 1           | Část 1           | Část 1 |
| Pořadí | Název                 | Hudba                 | Text             | autor            | Délka  |
| ------ | --------------------- | --------------------- | ---------------- | ---------------- | ------ |
| 1.     | Something in the Rain | Lee Nam-yeon (이남연) | Rachael Yamagata | Rachael Yamagata | 4:56   |

| Část 2 | Část 2   | Část 2                | Část 2                | Část 2           | Část 2 |
| Pořadí | Název    | Hudba                 | Text                  | autor            | Délka  |
| ------ | -------- | --------------------- | --------------------- | ---------------- | ------ |
| 1.     | La La La | Lee Nam-yeon (이남연) | Lee Nam-yeon (이남연) | Rachael Yamagata | 3:40   |